# سانا استان
سانا استان (فنلاندی: Sanna Stén؛ زادهٔ ۲۰ مهٔ ۱۹۷۷) قایقران روئینگ اهل فنلاند بود.